# ヴィクトリアステーション
Victoria Station（ヴィクトリアステーション、或いはビクトリアステーション）は、プライムリブ（ローストビーフ）を中心としたメニューで営業していた、かつて存在したレストランチェーン店。
現在、株式会社ビッグボーイジャパンが、北海道を中心に出店しているハンバーグ・ステーキレストラン「ヴィクトリアステーション」とは異なる。

## 概要
アメリカ合衆国で展開していたチェーン店を、ダイエーが日本国内において店舗展開。欧米の古い客車をデザインにした店内や、サラダバーのシステムを早くから取り入れ、当時先進的な存在であった。実際に海外の鉄道で使用されていた貨車や車掌車を改装し、客席の一部にしていた店舗もある。
なお、日本国内では1999年に完全撤退して翌年には会社も清算されているが、元社員らにより当時のスタイルに近い形のレストラン「ステーショングリル」が横須賀にて1店舗のみ出店されていた。看板メニューであったプライムリブもあったが、2019年1月8日に閉店。

## かつて展開していた国内店舗
- 六本木店
- 早稲田店（閉店・改築後、ユニクロが出店）
- 渋谷店
- 練馬店
- 品川店
- 荻窪店
- 馬事公苑店
- 赤坂店
- 幕張店
- ららぽーと店
- 豊玉店
- 所沢店（跡地は完全に取り壊されて、現在では寿司屋とマクドナルドになっている）
- 宇都宮店
- 新浦安店
- 常盤平店
- 相模原店
- 横浜店（横浜店単独のテレビコマーシャルが、テレビ神奈川でよく流れていた）
- 馬車道店
- 横須賀店（上記の通り、「ステーショングリル」として独立営業を継続、2014年に横須賀中央駅近郊に移転後、2019年に閉店）
- 甲府店
- 三鷹店
- 梅田店
- 香里店
- 三番街店
- ヒルトンプラザ店
- 都島店（ベルファ都島開業時に、1F南端エリアに出店）
- 芦屋店
- 伊丹店
- 新神戸店
- 六甲アイランド店